# Regija Južnih naroda, narodnosti i etničkih grupa
Regija Južnih naroda, narodnosti i etničkih grupa (akronim JNNEG) jedna je od devet etničkih regija (kililoch) Etiopije, a otprilike pokriva teritorij bivše Regije 7-11. Nalazi se na jugozapadu države i ima površinu od 112 727 km² te 15 042 531 stanovnika. Glavni grad regije je Auasa.
JNNEG graniči s Kenijom na jugu, sa spornim Trokutom Ilemi (teritorijem na kojeg pravo polažu Etiopija, Kenija i Sudan) na zapadu, sa Sudanom na jugozapadu te s etiopskim regijama Gambela na sjeveru i Oromia na sjeveru i istoku. Uz Auasu, najveći gradovi ove regije su: Arba Minč, Bonga, Čenča, Dila, Irgalem, Mizan Teferi, Sodo, Wendo i Worabe. 

## Stanovništvo
Prema Središnjoj statističkoj agenciji Etiopije Regija JNNEG imala je 2007. godine 15 042 531 stanovnika, od čega je bilo 7 482 051 muškaraca i 7 560 480 žena. Od toga je ukupno 13 496 821 ili 89,72 % stanovnika živjelo na selu, a 1 545 710 ili 10,28 % živjelo je u gradovima. Prema tim podatcima, JNNEG je najruralnija regija Etiopije. Gustoća stanovnika u regiji je 133,9 stanovnika na km². 
Po vjeroispovjesti su 55,5 % stanovnika protestanti, 19,9 % sljedbenici Etiopske tevahedo Crkve, 14,1 % su muslimani, a 6,6 % slijedbenici afričkih politeističkih kultova, dok su 2,4 % katolici i 1,5 % sljedbenici drugih vjera.

### Etničke skupine regije
Regija JNNEG je amalgam brojnih etničkih skupina, kojih ima ih više od 45. Po popisu iz 1994. godine, najveći broj stanovnika bili su govornici Sidaminja (18%), dok su ostali jezici redom Guraginja (14,72 %), Volajtinja (11,53 %), Hadinja  (8,53 %), Kafinja  (5,22 %) i Kambatinja (4,35 %). Drugi manji jezici kojima se govori u regiji su Gamo, Melo, Gofa i Gedeo. Zbog velikog broja zasebnih jezičnih skupina u regiji, kao lingua franca koristi se amharski, koji je najrašireniji jezik u Etiopiji i donedavno jedini službeni jezik.
Etničke skupine u JNNEG uz postotak stanovništva prema nacionalnom popisu stanovništva iz 2007. su:
| - Aari — 1,89 % - Alaba — 1,35 % - Arbore — 1,89 % - Basketo — 0,52 % - Bench — 2,33 % - Bodi — 0,04 % - Burji — 0,37 % - Chara — 0,08 % - Daasanach — 0,32 % - Dime — < 0,01 % - Dirashe — 0,19 % - Dizi — 0,24 % | - Dorze - Gamo — 6,96 % - Gawwada — 0,43 % - Gedeo — 4,92 % - Gofa — 2,39 % - Gurage — 7,52 % - Hadiya — 8,02 % - Hamer — 0,31 % - Kachama - Kambaata — 3,81 % - Karo — 0,01 % | - Kafficho — 5,43 % - Kichepo - Konso — 1,46 % - Konta — 0,54 % - Kurete - Kwegu — 0,01 % - Libido (ili Mareko) — 0,38 % - Maale — 0,59 % - Me'en — 1,0 % - Melo - Mursi — 0,05 % | - Njangatom — 0,12 % - Ojda — 0,25 % - Sheko — 0,24 % - Sidama — 19,34 % - Silte — 5,36 % - Suri/Surma — 0,17 % - Tsamai — 0,13 % - Welayta — 10,71 % - Yem — 0,50 % - Zay — 0,10 % - Zergula |

## Poljoprivreda
Prema Središnjoj statističkoj agenciji Etiopije, Regija JNNEG je 2004. – 2005. proizvela 100 338 tona kave, što je bilo 44,2 % ukupne proizvodnje Etiopije. Seljaci ove Regije posjeduju
7 938 490 krava (što predstavlja 20,5 % ukupnog broja krava u Etiopiji), 3 270 200 ovaca (18,8 %), 2 289 970 koza (17,6 %), 298 720 konja (19,7 %), 63 460 mula (43,1 %), 278 440 magaraca (11,1 %), 6 586 140 peradi (21,3 %), i 726 960 pčelinjih košnica.(16,7 %).

## Predsjednici Izvršnog odbora
- Abate Kisho (DPJN), 1992. – 2001.
- Prazan položaj?, 2001.
- Haile Mariam Desalegne, 12. studenog  2001. – ožujak 2006.
- Shiferaw Shigute (SEPDM), ožujak 2006. – danas

(Ovaj popis se temelji na informacijama s portala Worldstatesmen.org.)

## Zone
Napomena: Sljedeći popis administrativnih zona i posebnih woreda (upravnih jedinica koje nalikuju autonomnom području i nisu dio zone) temelji se na informaciji iz popisa stanovništva 2007.
- Bench Maji
- Dawro
- Debub Omo
- Gamo Gofa
- Gedeo
- Gurage
- Hadiya
- Keffa
- Kembata Tembaro
- Sheka
- Sidama
- Silti
- Wolayita

- Alaba posebna woreda
- Amaro posebna woreda
- Basketo posebna woreda
- Burji posebna woreda
- Dirashe posebna woreda
- Konso posebna woreda
- Konta posebna woreda
- Jem posebna woreda

## Vanjske poveznice
- Map of Southern Nations, Nationalities, and Peoples' Region at UN-OCHA, pdf
- Map of Southern Nations, Nationalities and Peoples' Region at DPPA of Ethiopia, pdf  Arhivirana inačica izvorne stranice od 27. veljače 2008. (Wayback Machine)
- Ethiopia's Vanishing Tribes, slideshow Life magazina  Arhivirana inačica izvorne stranice od 5. svibnja 2010. (Wayback Machine)